# 贝尔维尔-旺代站
贝尔维尔-旺代站，是法国的一个铁路车站，位于法国城市贝尔维尼。

## 位置
贝尔维尔-旺代站位于贝尔维尼市区的西部。车站大致呈南北走向，开口朝东。

## 站名
贝尔维尔-旺代站简称贝尔维尔站，其所处的市镇为维河畔贝尔维尔（法語：Belleville-sur-Vie），该市于2016年1月1日起与相邻的萨利尼合并，并更名为贝尔维尼（法語：Bellevigny），但车站名称保持未变。
除贝尔维尔-旺代站外，在法国境内还有多个以"贝尔维尔"命名的车站，因此在实际中应注意区分。

## 设施
贝尔维尔-旺代站是一个乘降所，原有的站房长期关闭，现没有任何的售票设施，在该站乘降的乘客需使用通勤卡或上车后主动购票。
贝尔维尔-旺代站东侧设有一处露天停车场，可容纳社会车辆停靠。

## 站台设置
| 西↑ |             |                        |             |
|     | 未知        |                        |             |
|     |             | 南特－桑特铁路（上行） | 南特方向→   |
|     |             | 南特－桑特铁路（下行） | ←拉罗什方向 |
|     | 侧式 主站房 |                        |             |
| 东↓ |             |                        |             |

## 停靠线路
以下列车线路在贝尔维尔-旺代站停靠：
| 贝尔维尔-旺代站列车线路表        |      |                     |              |              |
| 线路                             | 车种 | 上一站              | 下一站       | 大致运行频率 |
| 南特—永河畔拉罗什/莱萨布勒多洛讷 | TER  | 莱贝热芒-莱布鲁济勒 | 永河畔拉罗什 | 每天9趟左右  |
| 1.                               |      |                     |              |              |

## 配套交通

### 长途客车
| 停靠贝尔维尔-旺代站附近的大巴车 |                           |                                                                        |
| 上下车地点                      | 运营单位                  | 主要目的地                                                             |
| Rue du M de Lattre de Tassigny  | 旺代省城际客运 Cap Vendée | 南特、永河畔拉罗什、莱索里尼耶尔、罗什塞维耶尔                         |
| 贝尔维尔-旺代站门口             | SNCF                      | （当某条铁路线施工或罢工时，SNCF可能会提供途径该线路沿途站点的大巴车） |
| 1. 2. 3.                        |                           |                                                                        |

### 市内交通
贝尔维尔-旺代站附近暂无常规市区公共交通。

## 临近车站
| 贝尔维尔-旺代站（Gare de Belleville (Vendée)） |                |                       |
| 上行车站                                       | 线路           | 下行车站              |
| 莱贝热芒-莱布鲁济勒站 14.6km ←                 | 南特－桑特铁路 | 永河畔拉罗什站 → 13km |
| - 本表仅显示运营中的线路及车站                 |                |                       |